# Amboli, Dharwad
Amboli là một làng thuộc tehsil Dharwad, huyện Dharwad, bang Karnataka, Ấn Độ.